# Conrad Hütter
Conrad Hütter (* um 1580; begraben 15. April 1632 in Geyer) war ein böhmischer Exulant, Bergamtsverwalter- und Assessor und Stadtrichter von St. Joachimsthal.

## Leben
Conrad Hütter stammte aus St. Joachimsthal in Böhmen. Dort bekleidete er die Ämter des Bergamtsassessors und kaiserlichen Ezrkaufamtsverwalters. Er war Mitglied des Rats und wurde 1625 zum Stadtrichter ernannt. Letztere Funktion übernahm er vom abgesetzten Georg Seeling. 1607 heiratete er die Tochter des Bergmeisters und Richters von Platten Gabriel Siegel. 1618 erhielt er die Erlaubnis, im nahe gelegenen Ort Ölbecken einen Röstofen, der Giftmehl erzeugte, und eine Sublimierhütte, die reines Arsenik produzierte, zu erbauen.
Da er sich weigerte, die katholische Religion anzunehmen, wurde er seinen Ämtern enthoben und flüchtete 1629 mit seiner Frau und Kindern über die Grenze nach Kursachsen. In Schneeberg suchte er sich eine Anstellung im Bergwesen. Später kaufte er sich in Geyer ein, wo er auch starb. Die Gedächntisspredigt nebst Lebenslauf auf ihn hielt der Pfarrer von Geyer Johannes Andreä. Sie wurde 1632 in Leipzig zum Druck gegeben. Nach seinem Tode heiratete seine Witwe 1634 den früheren Pfarrer von Platten Johann Jahn. Sein Sohn David studierte 1638 in Leipzig und in Königsberg Theologie.
In sein Gebetbuch schrieb er: Ich bitt, o Herr, mit Danken, ach laß mich ja nicht wanken! Laß mich ja halten fort und fort an Deinem göttlich lautren Wort, daß ich anizt bekenne, und deinen Knecht mich nenne, daß ich dabei beständig bleib´, bis sich einst scheidet Seel´und Leib. In seinen Epicedien steht über ihn geschrieben: Herr Conrad Hütter, Exulant, eilt bald in´s ew´ge Vaterland. Er war der erst´ aus Joachimsthal, da er wandert über Berg und Thal von wegen der Religion.